# Teodor von Burg
Théodore von Burg (en cyrillique serbe : Теодор фон Бург) est un étudiant en mathématiques serbe, né le 26 janvier 1993 à Belgrade. Il a remporté plusieurs médailles aux Olympiades internationales de mathématiques.

## Biographie
Teodor von Burg étudie au Mathematical Gymnasium de Belgrade, une école spécialisée pour les élèves doués et talentueux de mathématiques, de physique et d'informatique située à Belgrade. Cependant, Teodor doit la plupart de ses connaissances mathématiques à ses professeurs privés, en particulier le Docteur Vladimir Janković, son tuteur pendant quatre ans et demi. En octobre 2012, Teodor étudie au Collège d'Exeter, Université d'Oxford.

## Prix et distinctions
En Serbie, Teodor obtient plusieurs records dans des compétitions mathématiques (à la fois locales et internationales) parmi les étudiants jusqu'à l'âge de 20 ans :
- le plus jeune concurrent de l'Olympiade mathématique des Balkans Junior, de l'Olympiade mathématique des Balkans et des Olympiades internationales de mathématiques ;
- le concurrent le plus couronné de succès à l'Olympiade mathématique des Balkans junior (4 médailles : 2 or, 1 argent, 1 bronze), à l'Olympiade mathématique des Balkans (6 médailles: 3 d'or, 3 médailles d'argent) et à l'Olympiade internationale de mathématiques (4 médailles d'or, 1 d'argent, 1 de bronze) ;
- le premier de l'histoire à remporter la 1re place absolue à l'Olympiade mathématique des Balkans[2];
- le concurrent le plus couronné de succès dans les compétitions locales (57 concours mathématiques: 44 premiers prix, 11 seconds prix, et 2 troisièmes prix).

En janvier 2010, Teodor a reçu le prix Saint Sava, pour sa contribution et son engagement dans le domaine de l'éducation.
En septembre 2012, Teodor reçu la Charte de l'Académie serbe des Sciences et des Arts pour sa contribution dans le domaine des mathématiques,.
En octobre 2012, Teodor a reçu le Prix des "Frères Karić", dans le domaine de la recherche scientifique,.